# Kaarle Kurki-Suonio
Kaarle Veikko Johannes Kurki-Suonio, född 28 januari 1933 i Tavastehus, är en finländsk fysiker. 
Kurki-Suonio blev assistent vid Helsingfors universitet 1954, filosofie doktor där 1960, yngre forskare vid Finlands Akademi 1966, biträdande professor i fasta tillståndets fysik vid Helsingfors universitet 1969, e.o. professor i fysik där 1973 och var professor (lärarnas fysikundervisning) i fysik där 1977–1998. Han har haft en rad förtroendeuppdrag inom både vetenskapliga och kyrkliga samfund. Hans forskning har främst varit inriktad på radiofysiken samt undervisningen. Han har skrivit läroböcker i fysik.